# Stéphanie Cohen-Aloro
Stéphanie Cohen-Aloro (Parijs, 18 maart 1983) is een voormalig tennisspeelster uit Frankrijk. Cohen-Aloro begon met tennis toen zij zes jaar oud was. Zij speelt rechtshandig en heeft een enkelhandige backhand. Zij was actief in het proftennis van 2001 tot 2011.
Cohen-Aloro debuteerde in 2000 met een wildcard op het toernooi van Roland Garros, waar zij in de eerste ronde werd uitgeschakeld. In 2002 wist zij op eigen kracht in de WTA-tour te debuteren. Zij kwalificeerde zich voor het toernooi van Luxemburg en het toernooi van Pattaya. Haar beste resultaat op een WTA-toernooi was het bereiken van de halve finale in het Tier IV-toernooi van Estoril in 2004.
Zij kwam in 2003 en 2010 uit voor het Fed Cup-team van Frankrijk – zij behaalde daar een winst/verlies-balans van 1–3. In 2003 maakte zij deel uit van het team dat de beker won.
In februari 2011 zette zij een punt achter haar professionele tenniscarrière.

## Posities op deWTA-ranglijst
Positie per einde seizoen:
| jaar | rang enkelspel | rang dubbelspel |
| ---- | -------------- | --------------- |
| 2000 | 588            | 467             |
| 2001 | 282            | 467             |
| 2002 | 170            | 218             |
| 2003 | 65             | 80              |
| 2004 | 112            | 84              |
| 2005 | 105            | 68              |
| 2006 | 148            | 86              |
| 2007 | 117            | 187             |
| 2008 | 101            | 269             |
| 2009 | 122            | 234             |
| 2010 | 172            | 147             |

## Resultaten grandslamtoernooien
| Legenda | Legenda                          |
| ------- | -------------------------------- |
| g.t.    | geen toernooi gehouden           |
| l.c.    | lagere categorie                 |
| –       | niet deelgenomen                 |
| G       | uitgeschakeld in de groepsfase   |
| 1R      | uitgeschakeld in de eerste ronde |
| 2R      | uitgeschakeld in de tweede ronde |
| 3R      | uitgeschakeld in de derde ronde  |
| 4R      | uitgeschakeld in de vierde ronde |
| KF      | uitgeschakeld in de kwartfinale  |
| HF      | uitgeschakeld in de halve finale |
| F       | de finale verloren               |
| W       | het toernooi gewonnen            |
| w-v     | winst/verlies-balans             |

### Enkelspel
| toernooi        | 2000 |    | 2002 | 2003 | 2004 | 2005 | 2006 | 2007 | 2008 | 2009 | 2010 |
| --------------- | ---- | -- | ---- | ---- | ---- | ---- | ---- | ---- | ---- | ---- | ---- |
| Australian Open | –    | –  | –    | 1R   | 2R   | –    | 1R   | 1R   | 2R   | 1R   |      |
| Roland Garros   | 1R   | 1R | 2R   | 1R   | 1R   | 1R   | 3R   | 2R   | 1R   | 2R   |      |
| Wimbledon       | –    | –  | 1R   | 1R   | –    | –    | –    | 1R   | –    | –    |      |
| US Open         | –    | –  | 2R   | 1R   | 1R   | –    | 1R   | 1R   | –    | –    |      |

### Vrouwendubbelspel
| toernooi        | 2002 | 2003 | 2004 | 2005 | 2006 | 2007 | 2008 | 2009 | 2010 |
| --------------- | ---- | ---- | ---- | ---- | ---- | ---- | ---- | ---- | ---- |
| Australian Open | –    | –    | 1R   | 1R   | –    | –    | 1R   | –    | –    |
| Roland Garros   | 1R   | 1R   | 1R   | 2R   | 1R   | 1R   | 1R   | 1R   | 1R   |
| Wimbledon       | –    | –    | –    | 2R   | 3R   | 1R   | –    | –    | –    |
| US Open         | –    | 2R   | 2R   | 2R   | 2R   | 1R   | –    | –    | –    |

### Gemengd dubbelspel
| toernooi        | 2004 |    | 2009 | 2010 |
| --------------- | ---- | -- | ---- | ---- |
| Australian Open | –    | –  | –    |      |
| Roland Garros   | 1R   | 1R | 2R   |      |
| Wimbledon       | –    | –  | –    |      |
| US Open         | –    | –  | –    |      |

## Palmares
| Legenda                |
| ---------------------- |
| Grandslamtoernooi      |
| Olympische Spelen      |
| Year-End Championships |
| Tier I                 |
| Tier II                |
| Tier III               |
| Tier IV & V            |

### WTA-finaleplaatsen enkelspel
geen

### WTA-finaleplaatsen vrouwendubbelspel
| nr.              | finale     | toernooi   | ondergrond | partner        | tegenstandsters               | score         |         |
| ---------------- | ---------- | ---------- | ---------- | -------------- | ----------------------------- | ------------- | ------- |
| gewonnen finales |            |            |            |                |                               |               |         |
| geen             |            |            |            |                |                               |               |         |
| verloren finales |            |            |            |                |                               |               |         |
| 1.               | 2003-02-09 | WTA Parijs | tapijt (i) | Marion Bartoli | Barbara Schett Patty Schnyder | 6-2, 2-6, 6-7 | details |

### Gewonnen ITF-toernooien enkelspel
| nr. | finale     | toernooi       | dotatie  | tegenstandster in finale | score         |
| --- | ---------- | -------------- | -------- | ------------------------ | ------------- |
| 1.  | 2001-12-09 | Nonthaburi     | $25.000  | Maria Caiazzo            | 6-4, 7-5      |
| 2.  | 2002-10-13 | Cardiff        | $25.000  | Sandra Kleinová          | 6-1, 6-1      |
| 3.  | 2002-12-01 | Mount Gambier  | $25.000  | Melinda Czink            | 6-4, 6-2      |
| 4.  | 2003-05-04 | Cagnes-sur-Mer | $75.000  | Joelija Bejhelzymer      | 6-4, 6-3      |
| 5.  | 2006-04-16 | Biarritz       | $25.000  | Mădălina Gojnea          | 6-7, 6-4, 6-4 |
| 6.  | 2008-04-20 | Saint-Malo     | $100.000 | Jelena Kostanić-Tošić    | 6-2, 7-5      |
| 7.  | 2009-09-13 | Denain         | $50.000  | Ksenija Pervak           | 6-3, 6-4      |

### Gewonnen ITF-toernooien dubbelspel
| nr. | finale     | toernooi       | dotatie | partner                     | tegenstandsters in finale               | score            |
| --- | ---------- | -------------- | ------- | --------------------------- | --------------------------------------- | ---------------- |
| 1.  | 2001-09-16 | Madrid         | $10.000 | Kildine Chevalier           | Sonia Delgado-Tardif Anna Floris        | 2-6, 6-2, 6-2    |
| 2.  | 2002-05-05 | Cagnes-sur-Mer | $50.000 | Dally Randriantefy          | Iveta Benešová Caroline Dhenin          | 6-2, 6-4         |
| 3.  | 2004-07-18 | Vittel         | $50.000 | Séverine Beltrame           | Maria Goloviznina Maria Wolfbrandt      | 6-1, 6-3         |
| 4.  | 2004-09-19 | Bordeaux       | $75.000 | Selima Sfar                 | Erica Krauth Jasmin Wöhr                | 3-6, 6-3, 6-3    |
| 5.  | 2004-10-24 | Saint-Raphaël  | $50.000 | Selima Sfar                 | Barbora Strýcová Galina Voskobojeva     | 7-6, 2-6, 6-4    |
| 6.  | 2004-11-28 | Poitiers       | $75.000 | Selima Sfar                 | Gabriela Navrátilová Michaela Paštiková | 7-5, 6-4         |
| 7.  | 2005-04-17 | Biarritz       | $25.000 | Selima Sfar                 | Timea Bacsinszky Aurélie Védy           | 6-2, 6-1         |
| 8.  | 2005-11-20 | Deauville      | $50.000 | Selima Sfar                 | Aljona Bondarenko Kateryna Bondarenko   | 6-3, 6-1         |
| 9.  | 2006-10-15 | Joué-lès-Tours | $50.000 | María José Martínez Sánchez | Barbora Strýcová Renata Voráčová        | 7-5, 7-5         |
| 10. | 2009-07-25 | Pétange        | $75.000 | Selima Sfar                 | Darija Jurak Kathrin Wörle              | 6-2, 3-6, [10-7] |
| 11. | 2010-02-28 | Biberach       | $50.000 | Selima Sfar                 | Mona Barthel Carmen Klaschka            | 5-7, 6-1, [10-6] |
| 12. | 2011-01-30 | Grenoble       | $25.000 | Selima Sfar                 | Iryna Koerjanovitsj Aurélie Védy        | 6-1, 6-3         |